# Powrót na ziemię
Powrót na ziemię – polski film psychologiczny z 1966 roku, w reżyserii Stanisława Jędryki.

## Obsada aktorska
- Ewa Krzyżewska − Wanda-Irena
- Stanisław Mikulski − Stefan
- Barbara Bargiełowska − gospodyni Stefana
- Maria Omielska(inne języki) − pielęgniarka
- Irena Szczurowska − Renata, przyjaciółka Edka
- Aleksander Fogiel − recepcjonista w hotelu
- Janusz Kłosiński − kolejarz Zawiślak
- Leon Niemczyk − lekarz
- Witold Pyrkosz − Edek, kolega Stefana
- Tadeusz Schmidt − mężczyzna rozprawiający się z kapusiem
- Feliks Żukowski − mężczyzna w dworcowej restauracji
- Janusz Gajos − żołnierz eskortujący rannego mówcę
- Andrzej Herder − znajomy Wandy-Ireny